# Мазепинство
Мазе́пинство (мазе́пинцы) — определение, используемое в отношении украинского национального движения и его активистов. Происходит от фамилии гетмана Ивана Мазепы и означает преимущественно деятельность, воспринимаемую как аналогичную его действиям во время Северной войны — предательство российского царя Петра I и переход на сторону его противника. Определение имело широкое распространение в среде официальных властей Российской империи (особенно в конце XIX — начале XX века) для обозначения украинского сепаратизма и сторонников украинофильства. Сторонниками украинофильства, положительно относящимися к деятельности Мазепы, мазепинство воспринимается как часть украинской традиции. Часто трактуется как одно из проявлений украинства.

## Появление термина
Термин «мазепинцы» был введён в 1884 году российским историком Николаем Костомаровым в книге «Руина. Мазепа. Мазепинцы». Мазепинцами в книге назывались все сторонники гетмана Мазепы в борьбе против русского царя Петра І.
Термин имеет устойчивое значение и используется российскими историками до настоящего времени. В частности, он применяется в книге М. Битинского «Мазепинцы после Полтавы», изданной в 1938 году, О. Субтельным в книге «Мазепинцы. Украинский сепаратизм в начале XVIII столетия» (1991), О. Кресиным в книге «Мазепинцы» (1994), М. Береславским в книге «Мазепа и Мазепинцы» (1994), а также в современных исследованиях российских историков — в частности,Т. Таировой-Яковлевой.

## Другие определения
Энциклопедический словарь Брокгауза и Ефрона определял мазепинцев таким образом:

…представители казацкой старшины, приставшие к Мазепе или под влиянием личных целей, или руководствуясь политическими идеалами, или опасаясь расправы простого казачества над старшинами и их имуществом в смутные годы 1708—1709 на Украйне. Одни из мазепинцев вскоре возвратились под власть царя, другие остались изгнанниками и вынесли все последствия своей измены.

Американский историк Александр Оглоблин пишет, что мазепинство в «московском языке» стало символом украинства.
По мнению кандидата филологических наук Людмилы Билякович, «в украинской традиции „мазепинство“ прежде всего означало борьбу с царской тиранией Российской империи».

## История
«Мазепинцами» в конце XIX — начале XX века русские националисты, а также «москвофилы» в Галиции, входившей в состав Австро-Венгрии, называли украинофилов. Этот термин использовался и в российских официальных документах.